# Parafia św. Michała Archanioła w Kwilczu
Parafia Świętego Michała Archanioła w Kwilczu – rzymskokatolicka parafia w Archidiecezji Poznańskiej, należąca do dekanatu międzychodzkiego. Erygowana w 1396. Mieści się przy ulicy Kardynała Stefana Wyszyńskiego 42.